# Laneuveville-en-Saulnois
Pour les articles homonymes, voir Laneuveville et Saulnois (homonymie).
Laneuveville-en-Saulnois est une commune française située dans le département de la Moselle, en région Grand Est.

## Géographie
Ce petit village rural de Moselle se trouve dans le Saulnois, à environ 35 kilomètres au sud-est de Metz, la préfecture du département.

### Communes limitrophes
|           | Viviers                  |            |
| Donjeux   | Laneuveville-en-Saulnois | Fonteny    |
| Oriocourt | Fresnes-en-Saulnois      | Amelécourt |

### Hydrographie
La commune est située dans le bassin versant du Rhin au sein du bassin Rhin-Meuse. Elle est drainée par le ruisseau de Viviers.

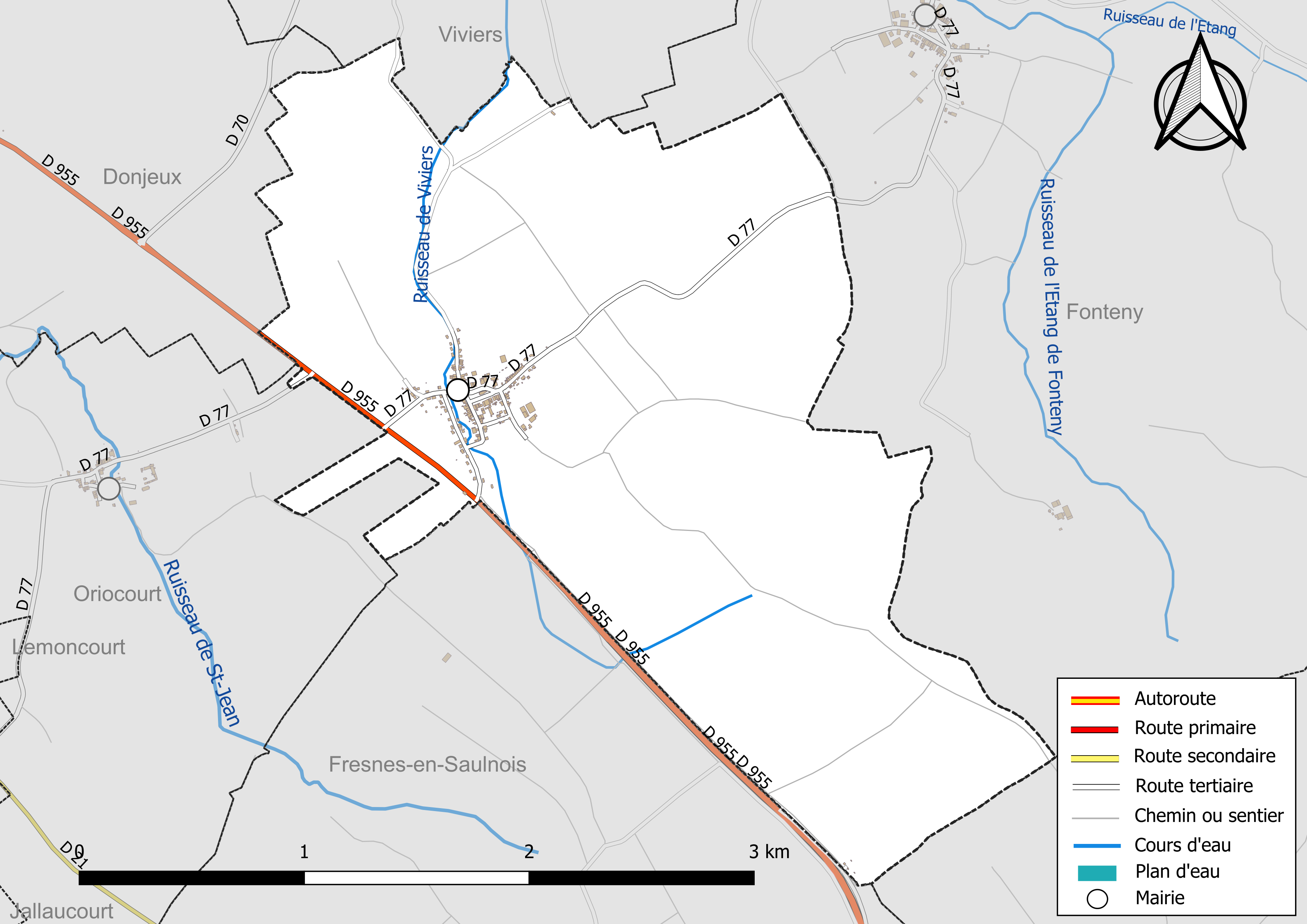
Réseaux hydrographique et routier de Laneuveville-en-Saulnois.

### Climat
Pour des articles plus généraux, voir Climat du Grand Est et Climat de la Moselle.
En 2010, le climat de la commune est de type climat des marges montargnardes, selon une étude du Centre national de la recherche scientifique s'appuyant sur une série de données couvrant la période 1971-2000. En 2020, Météo-France publie une typologie des climats de la France métropolitaine dans laquelle la commune est exposée à un climat semi-continental et est dans la région climatique  Lorraine, plateau de Langres, Morvan, caractérisée par un hiver rude (1,5 °C), des vents modérés et des brouillards fréquents en automne et hiver.
Pour la période 1971-2000, la température annuelle moyenne est de 9,4 °C, avec une amplitude thermique annuelle de 16,8 °C. Le cumul annuel moyen de précipitations est de 824 mm, avec 11,8 jours de précipitations en janvier et 9,5 jours en juillet. Pour la période 1991-2020, la température moyenne annuelle observée sur la station météorologique de Météo-France la plus proche, « Lesse_sapc », sur la commune de Lesse à 12 km à vol d'oiseau, est de 10,7 °C et le cumul annuel moyen de précipitations est de 694,0 mm. 
La température maximale relevée sur cette station est de 40 °C, atteinte le 25 juillet 2019 ; la température minimale est de −20,7 °C, atteinte le 20 décembre 2009,,.
Les paramètres climatiques de la commune ont été estimés pour le milieu du siècle (2041-2070) selon différents scénarios d'émission de gaz à effet de serre à partir des nouvelles projections climatiques de référence DRIAS-2020. Ils sont consultables sur un site dédié publié par Météo-France en novembre 2022.

## Urbanisme

### Typologie
Au 1er janvier 2024, Laneuveville-en-Saulnois est catégorisée commune rurale à habitat dispersé, selon la nouvelle grille communale de densité à sept niveaux définie par l'Insee en 2022.
Elle est située hors unité urbaine. Par ailleurs la commune fait partie de l'aire d'attraction de Metz, dont elle est une commune de la couronne,. Cette aire, qui regroupe 245 communes, est catégorisée dans les aires de 200 000 à moins de 700 000 habitants,.

### Occupation des sols
L'occupation des sols de la commune, telle qu'elle ressort de la base de données européenne d’occupation biophysique des sols Corine Land Cover (CLC), est marquée par l'importance des territoires agricoles (84,7 % en 2018), une proportion identique à celle de 1990 (84,7 %). La répartition détaillée en 2018 est la suivante : 
terres arables (77,1 %), forêts (11,4 %), prairies (7,5 %), zones urbanisées (4 %). L'évolution de l’occupation des sols de la commune et de ses infrastructures peut être observée sur les différentes représentations cartographiques du territoire : la carte de Cassini (XVIIIe siècle), la carte d'état-major (1820-1866) et les cartes ou photos aériennes de l'IGN pour la période actuelle (1950 à aujourd'hui).

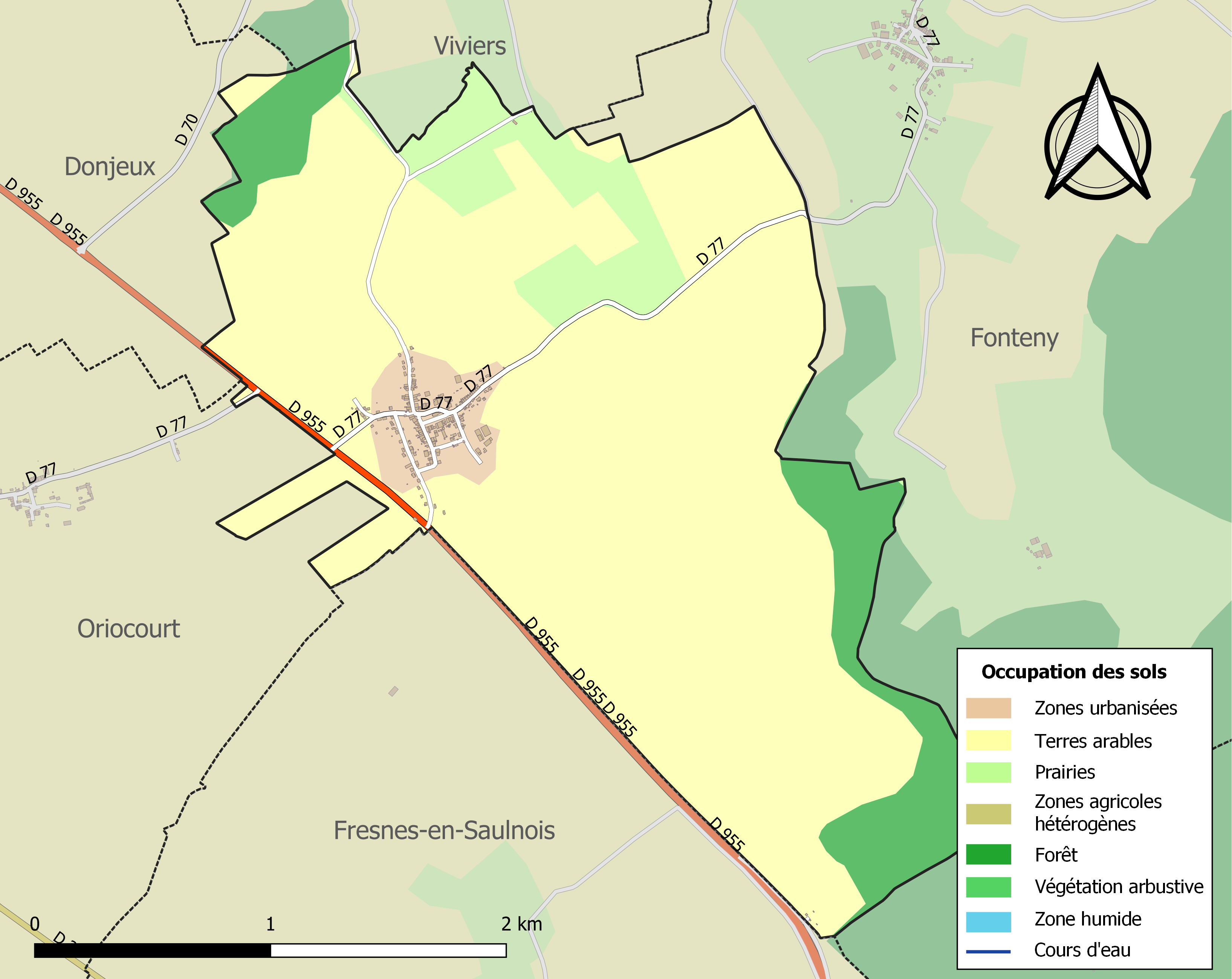
Carte des infrastructures et de l'occupation des sols de la commune en 2018 (CLC).

## Toponymie
Le nom de la localité est attesté sous la forme Nova Villa (1222), Laneuville (1793), La Neufville (1801), Neuheim (1915–1918 et 1940–1944).

Le toponyme signifie « nouveau village » : il est caractéristique de l'implantation d'un « nouveau domaine » au Moyen Âge.
Le Saulnois, ou « pays du sel » (Salzgau en allemand), est une région naturelle rurale du sud de la Moselle dont une petite partie (au sens territorial) se situe en Meurthe-et-Moselle.

## Histoire
- Village bâti au XIIIe siècle sur un site romain.
- Prévôté de Pont-à-Mousson, cédé à la France en 1661 (traité de vincennes).
- Annexe de Fonteny jusqu'en 1826.
- De 1790 à 2015, Laneuveville-en-Saulnois était une commune du canton de Delme.

## Politique et administration
| Période                                  | Période   | Identité       | Étiquette | Qualité |
| ---------------------------------------- | --------- | -------------- | --------- | ------- |
| 1947                                     | mars 1995 | Emile Girard   |           |         |
| mars 1995                                | mars 2008 | Pierre Colson  |           |         |
| mars 2008                                | mars 2014 | Michel Leroy   |           |         |
| mars 2014                                | mai 2020  | Pierre Huchot  |           |         |
| mai 2020                                 | En cours  | Gilles Etienne |           |         |
| Les données manquantes sont à compléter. |           |                |           |         |

## Démographie
L'évolution du nombre d'habitants est connue à travers les recensements de la population effectués dans la commune depuis 1793. Pour les communes de moins de 10 000 habitants, une enquête de recensement portant sur toute la population est réalisée tous les cinq ans, les populations de référence des années intermédiaires étant quant à elles estimées par interpolation ou extrapolation. Pour la commune, le premier recensement exhaustif entrant dans le cadre du nouveau dispositif a été réalisé en 2005.

En 2022, la commune comptait 285 habitants, en évolution de −5,63 % par rapport à 2016 (Moselle : +0,52 %, France hors Mayotte : +2,11 %).
| 1793 | 1800 | 1806 | 1821 | 1831 | 1836 | 1841 | 1846 | 1851 |
| ---- | ---- | ---- | ---- | ---- | ---- | ---- | ---- | ---- |
| 334  | 303  | 314  | 405  | 417  | 418  | 412  | 436  | 412  |

| 1856 | 1861 | 1871 | 1875 | 1880 | 1885 | 1890 | 1895 | 1900 |
| ---- | ---- | ---- | ---- | ---- | ---- | ---- | ---- | ---- |
| 391  | 359  | 353  | 342  | 329  | 329  | 322  | 310  | 289  |

| 1905 | 1910 | 1921 | 1926 | 1931 | 1936 | 1946 | 1954 | 1962 |
| ---- | ---- | ---- | ---- | ---- | ---- | ---- | ---- | ---- |
| 296  | 290  | 262  | 245  | 228  | 221  | 190  | 176  | 167  |

| 1968 | 1975 | 1982 | 1990 | 1999 | 2005 | 2006 | 2010 | 2015 |
| ---- | ---- | ---- | ---- | ---- | ---- | ---- | ---- | ---- |
| 167  | 131  | 129  | 139  | 184  | 232  | 244  | 274  | 299  |

| 2020 | 2022 | - | - | - | - | - | - | - |
| ---- | ---- | - | - | - | - | - | - | - |
| 286  | 285  | - | - | - | - | - | - | - |

## Héraldique
| Blason de Laneuveville-en-Saulnois | Blason  | De gueules à deux saumons adossés d'argent, cantonnés en chef et en flanc de trois croix recroisetées au pied fiché, et en pointe d'un vase à parfum du même. |
| Blason de Laneuveville-en-Saulnois | Détails | |

## Lieux et monuments
- Passage d'une voie romaine.

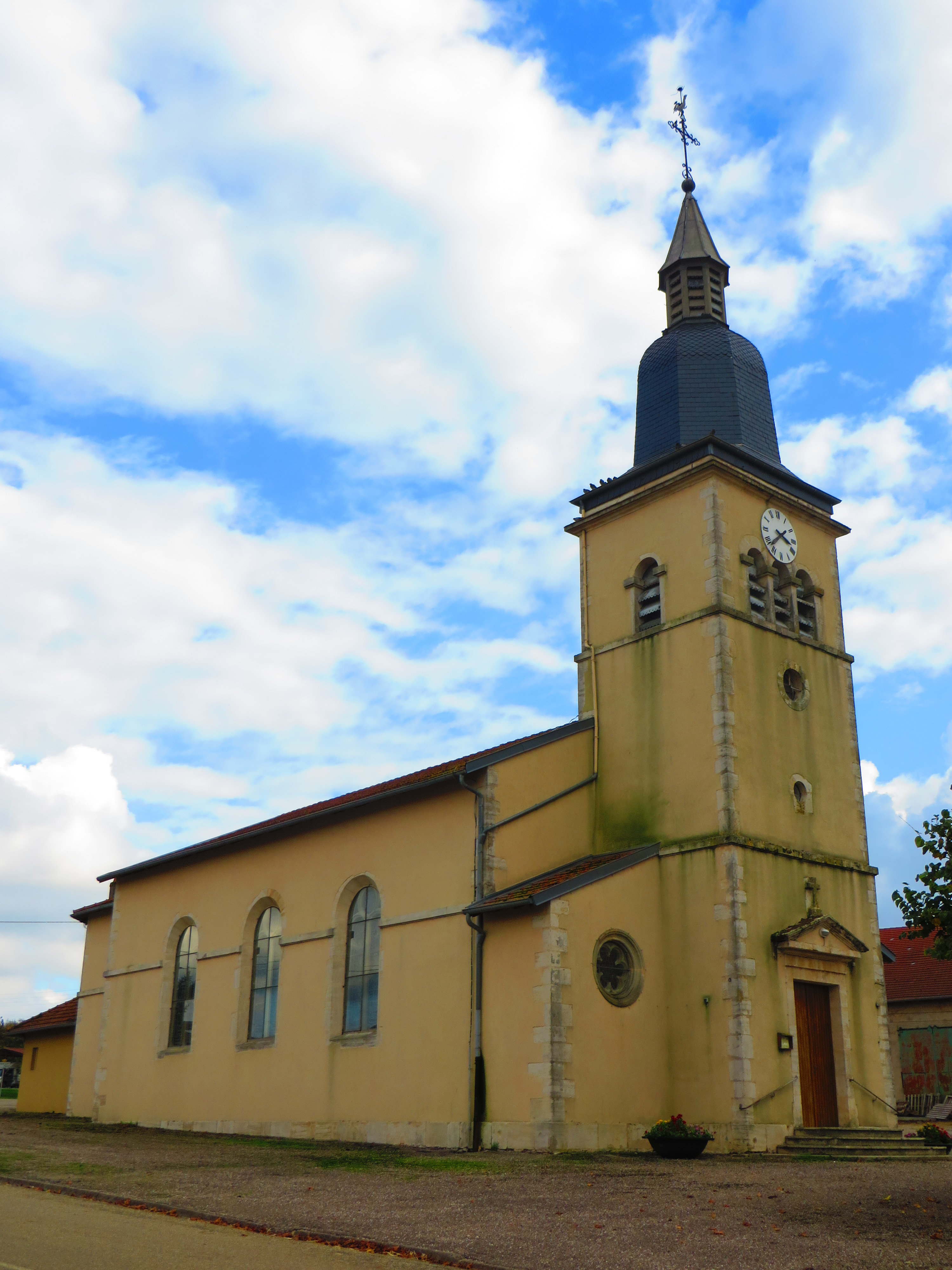
Église Sainte-Marie-Madeleine

- Un des derniers puits à balancier de Lorraine, restauré en 1987.

## Édifice religieux
- Église Sainte-Marie-Madeleine 1848.

## Personnalités liées à la commune
- René Bride, maire de Reims.